# Ba Phnum
Ba Phnum (tiếng Khmer:ស្រុកបាភ្នំ) là một huyện của tỉnh Prey Veng Campuchia. Vyadhapura, kinh đô đầu tiên của Đế quốc Phù Nam, được cho là ở huyện Ba Phnum ngày nay.
Huyện Ba Phnum gồm 9 xã: 
- Boeng Preah: Angkrong, Ruessei K'aek, Svay Ta Ni, Prasrae, Ta Ma, Kbal Damrei, Lpeach, Dei Thoy, Ruessei Chuor, Ta Chey, Ta Mau, Kandal, Boeng Preah, Snae Rean
- Cheung Phnum: Moat Prey, Pou Andaot, Phlov Roluos, Boeng Roka, Andoung, Svay Samseb, Roung Damrei
- Chheu Kach: Chheu Kach, Kamhaeng Reach, Kraol Kou, Prey Kduoch, Trea, Tuol Khpos, Tnaot, Kandal, Angkanh, Trapeang Sala, Khleang, Svay Prakal, Boeng Prasrae, Kruos
- Reaks Chey: Kouk Sandaek, Khsach, Traeuy Ngor, Thma Treang, Thmei Krau, Ta Pech Cheung, Ta Pech Tboung, Reaks Chey, Ta Uok, Chruol Thum, Chruol Thmei, Chheu Traeng
- Roung Damrei: Kdei Doung, Pong Pos, Ty Ta Ngaeuy, Svay Khnei, Prey Phngeam, Chi Roung, Roveang Chum, Traok, Voa Yeav, Tnaot Svay, Kantrean, Cheung Tuek
- Sdau Kaong: Ta Kouk, Trapeang Sekar, Siem, Thmei, Krang Chen, Sempoli, Trabaek, Thnong, Prey Phdau, Chun Mea, Chrak Svay, Prey Kantrong, Boeng Trabar, Tong Neak, Trapeang Svay
- Spueu Ka: Snuol, Krang, Svay Pok, Kalei Cheung, Kalei Tboung, Ta Laon, Prech, Sdau Kaong, Spueu Kaeut, Spueu Lech
- Spueu Kha: Prey Chamkar, Chan Ra Ka, Chan Ra Kha, Prey Prang, Prey Sva, Thlok
- Theay: Chak, Pou Phluk, Kamraeng, Lvea, Krang, Prey Phchet, Ta Sou, Angkal, Snuol, Snae, Kampong Slaeng, Theay, Toap Sdach, Khvet, Sdau, Pranhang, Svay Kab, Ti Leng.